# Wattman
Le wattman est le nom que l'on donne au conducteur d'un tramway ou d'un trolleybus. Au Québec le conducteur d’un tramway était appelé garde-moteur.

## Origine
Lorsque Clermont-Ferrand inaugure le premier tramway électrique français, le 7 janvier 1890, il est baptisé Wattman, il rallie alors Montferrand à Royat. Ce nom est sans doute à l'origine de la dénomination de son conducteur. Wattman vient évidemment du mot watt qui est une unité de puissance utilisée notamment en électricité, source d'énergie du tram. On peut ainsi penser que ce mot est formé selon le même principe que barman, le responsable de la tenue du bar. Le wattman est responsable de la dispensation de la puissance électrique dans le moteur, au moyen d'une manivelle, d'un levier, ou (sur les trams PCC) d'une pédale ; il n'y a bien sûr pas de volant pour diriger le véhicule, puisque celui-ci est guidé par ses rails.

### Multimédia
- Bruxelles requiem; Réalisation : André Dartevelle; RTBF, Carimages Production - 1993; série de neuf programmes de neuf minutes; Programme No 1: Au lever du jour: images de Bruxelles et de ses habitants perçues par un wattman (conducteur de tram). (J.Borzykowski)